# Raïon de Darnitsa
Le raïon de Darnytsïa (en ukrainien : Дарницький район), est un raïon (district administratif) de Kiev, la capitale ukrainienne.

## Histoire
Dans les sources écrites, la colonie est mentionnée depuis 1509.
Dans les années 1860, une colonie fut formée, qui entra dans les limites de la ville de Kiev en 1927.
Pendant la Seconde Guerre mondiale, il y avait ici un camp de concentration.

## Situation géographique
Le raïon de Darnytsïa est localisé au sud-est de Kiev, sur la rive gauche du Dnipro il est desservi par la gare Heorhiy-Kirpa.

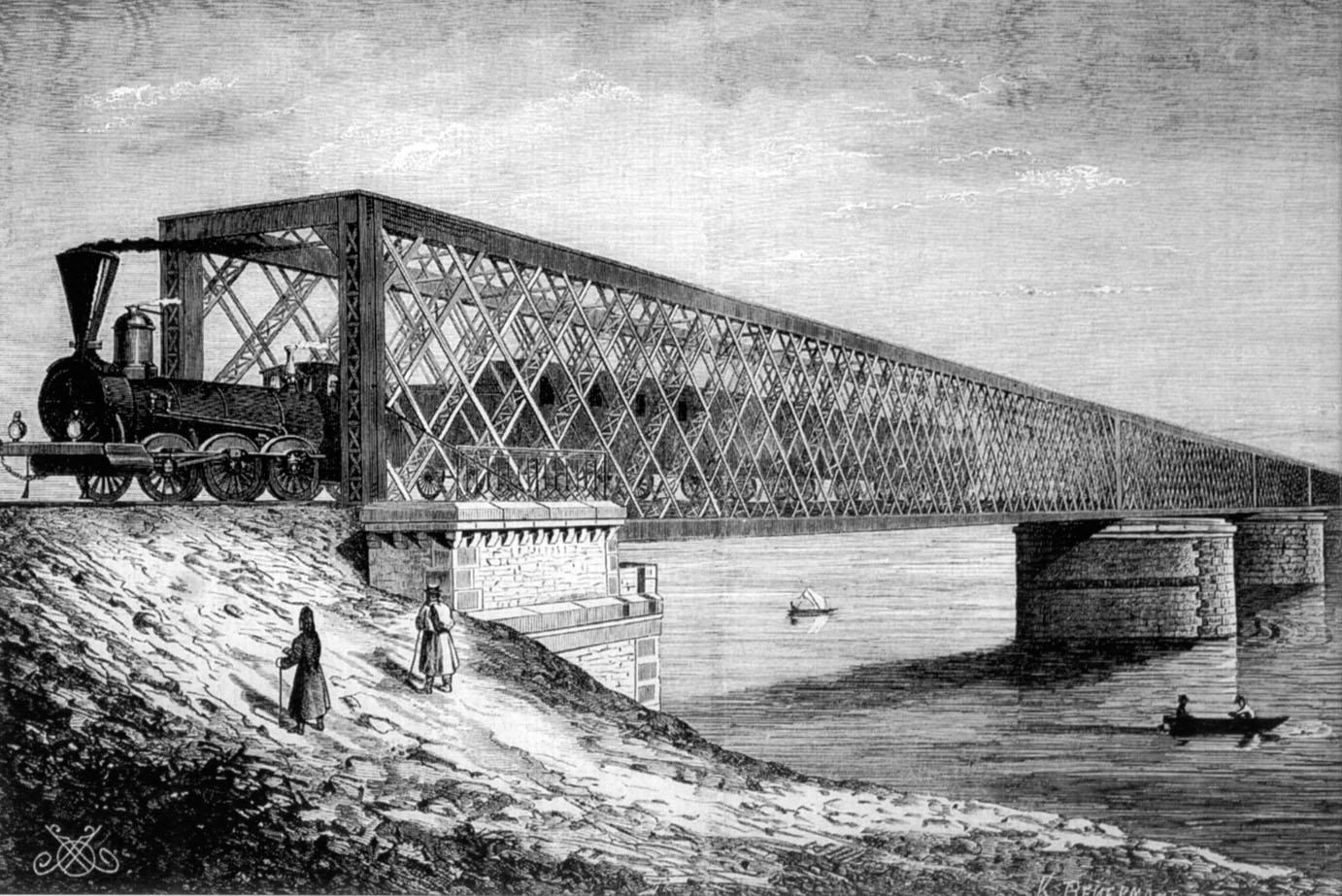
Le pont qui relie la ville à l'est par le chemin de fer Moscou-Kiev-Voronej, 1870.

## Population
La population du raïon est estimée à environ 250 000 habitants.

## Lieux d'importance

Raïon de Darnitsa : lieux d'importance
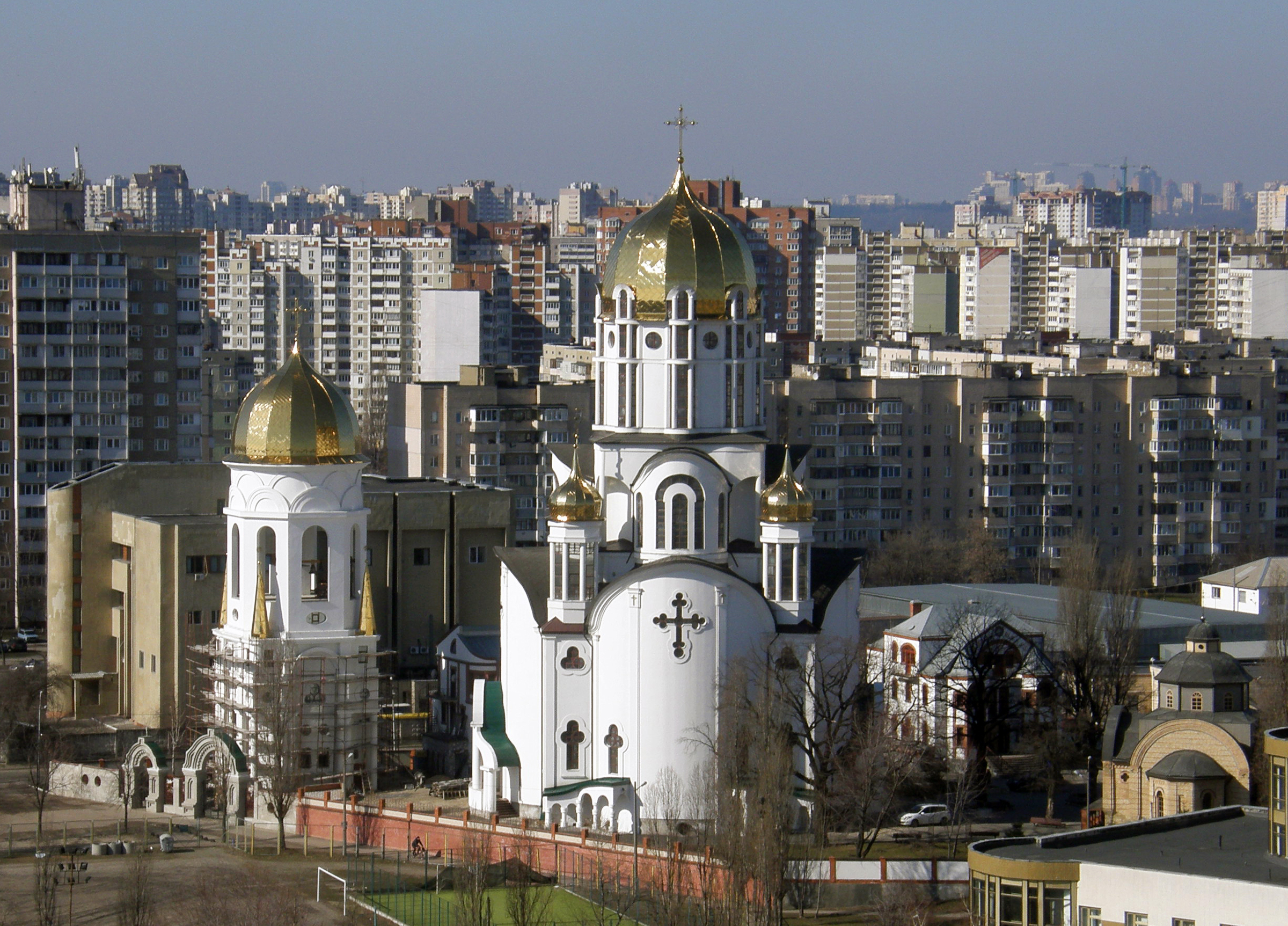
La cathédrale Ste-Olga. (uk)
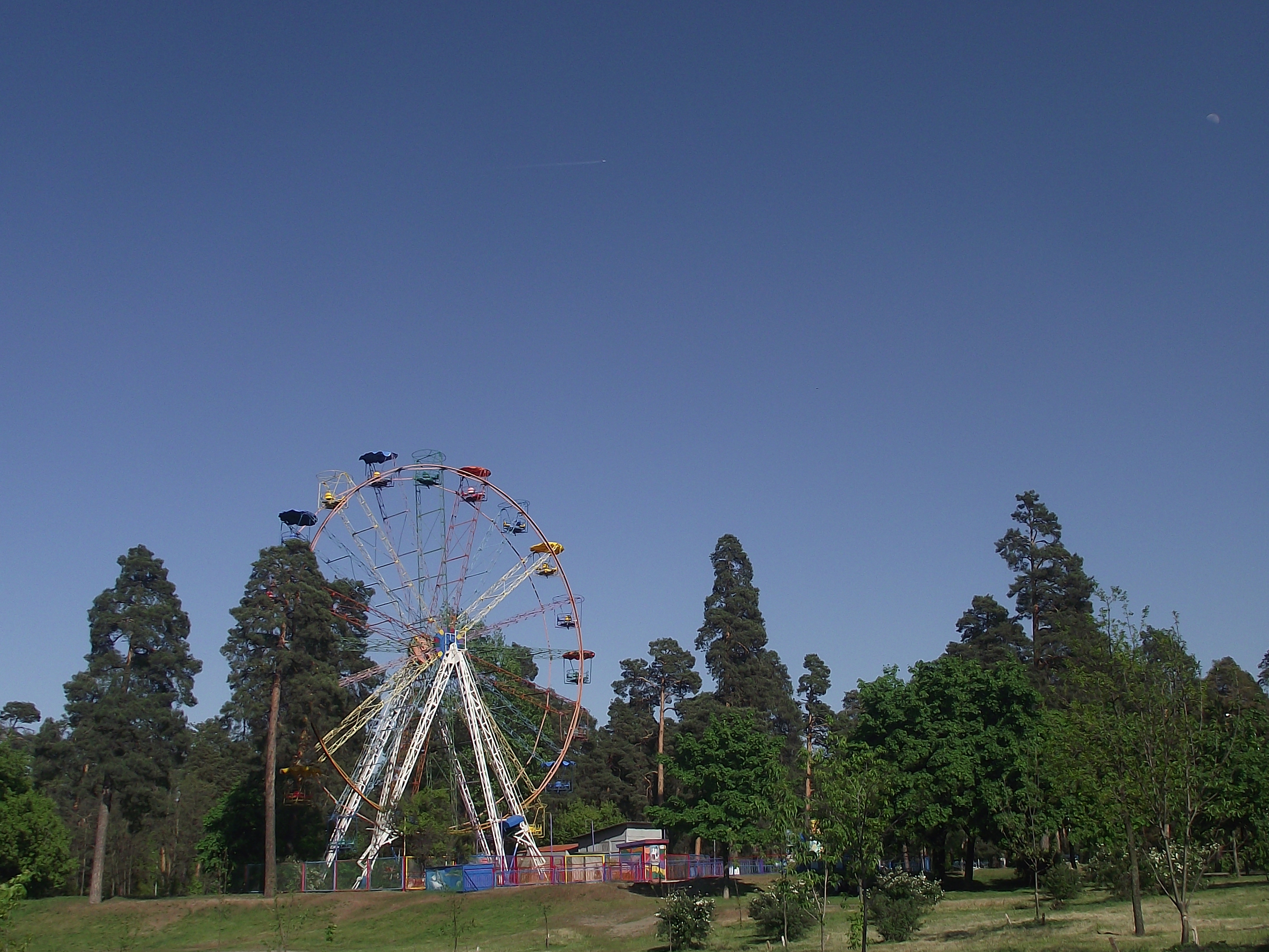
Le parc Partisants classé n°80-363-0011
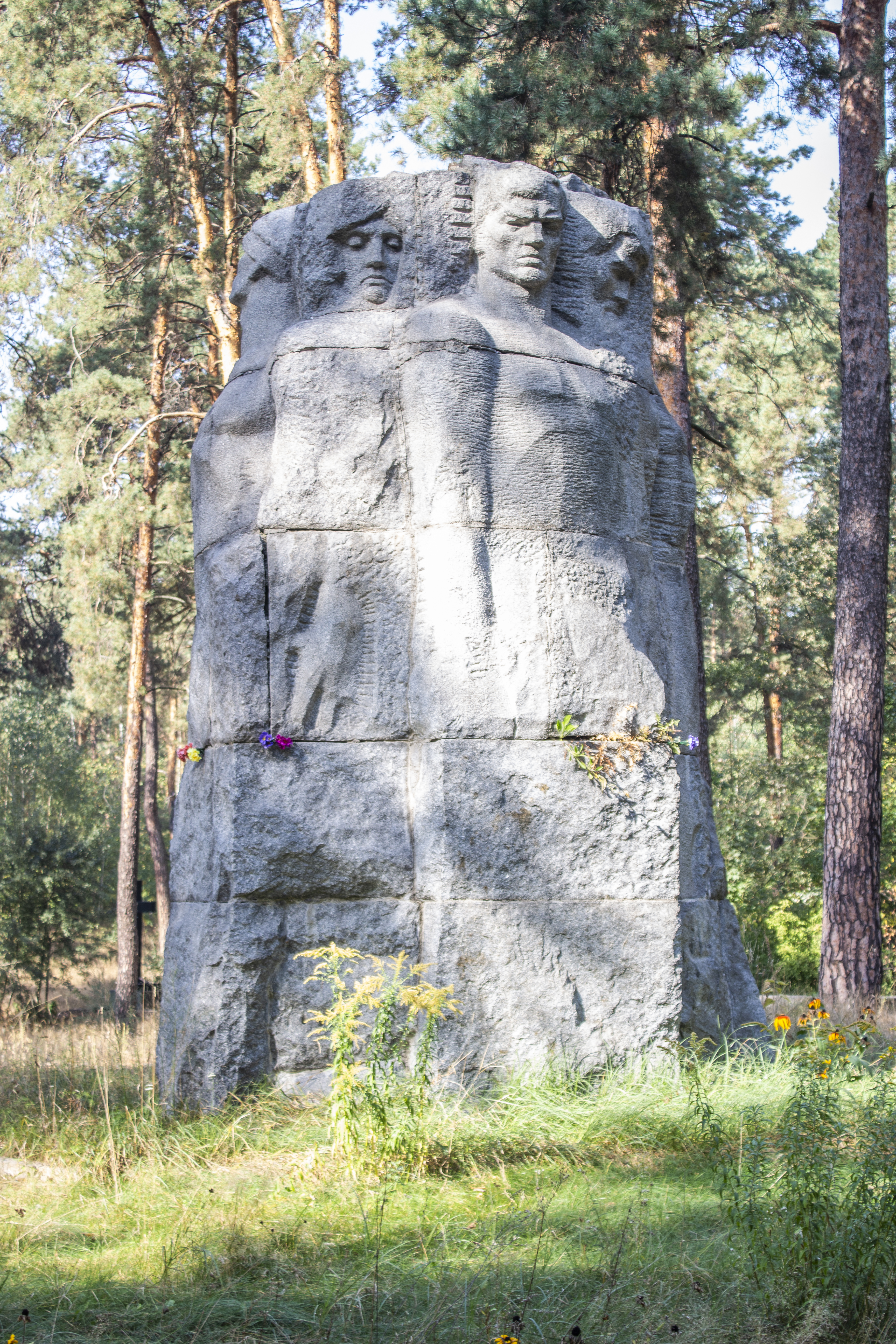
Le monument aux victimes du camp de concentration classé n°80-363-0003
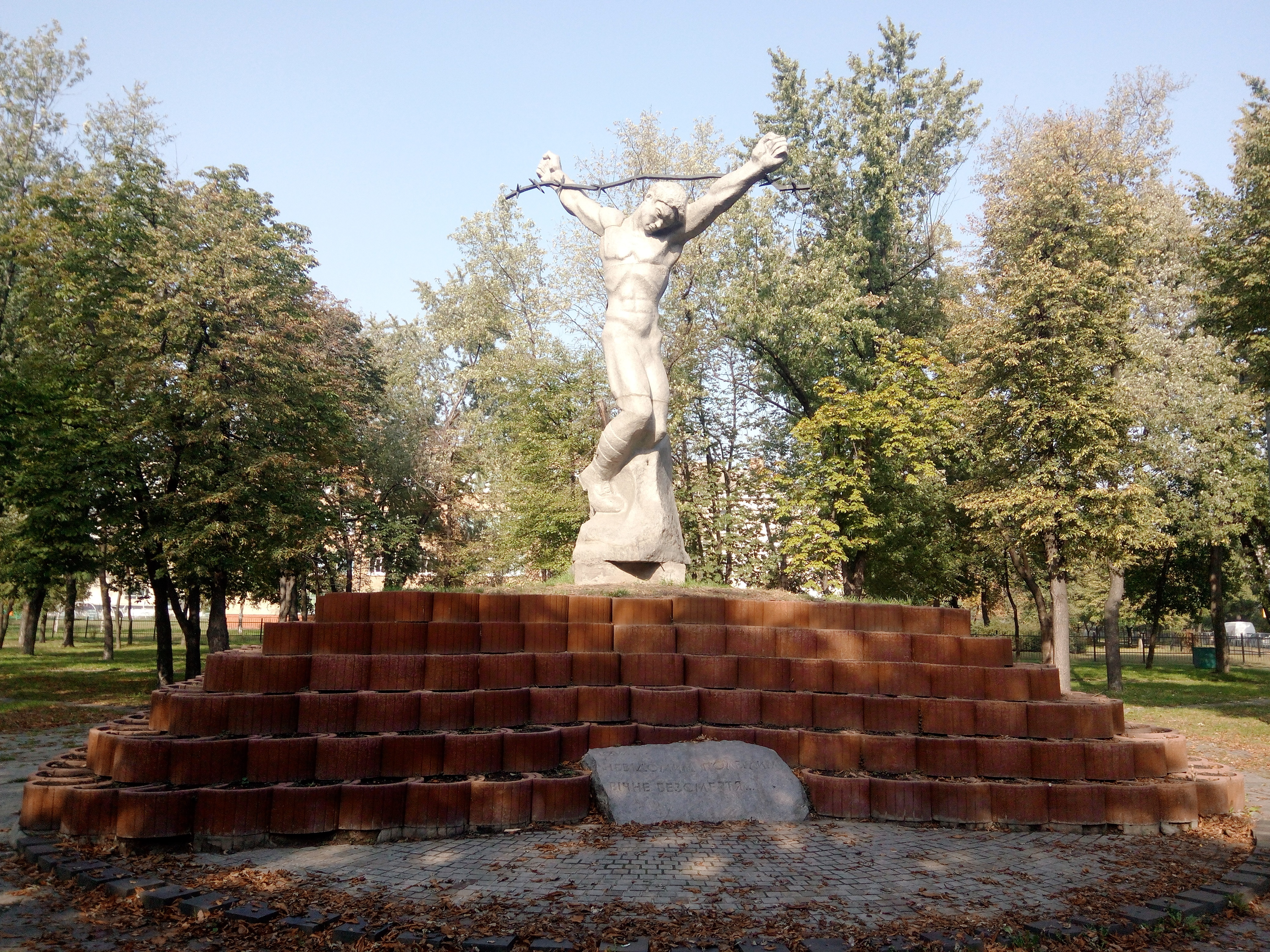
et celui classé n°80-363-0035
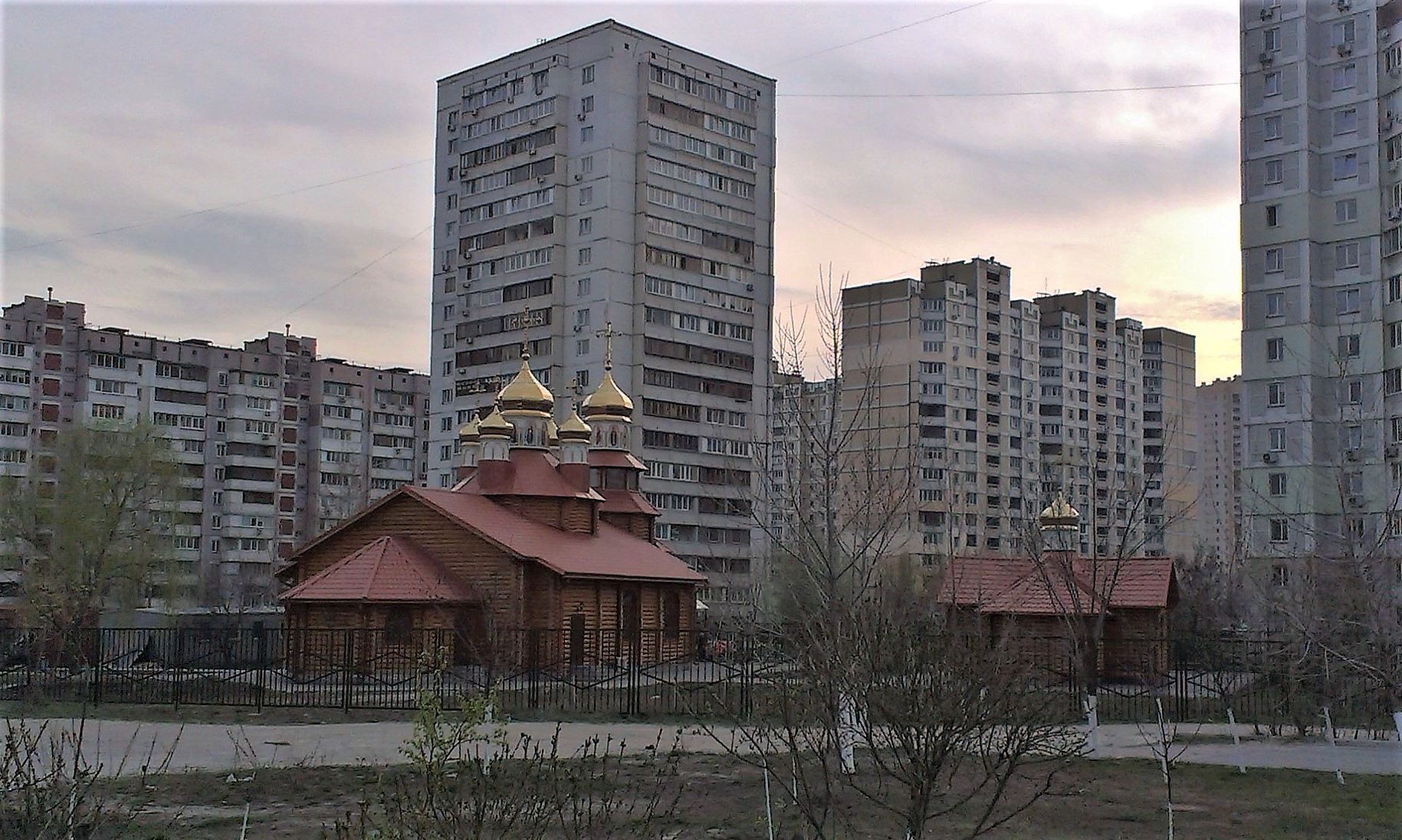
L'église des rois mages.